# 长管希蛛
长管希蛛（学名：Achaearanea longiducta）为球蛛科希蛛属的动物。在中国大陆，分布于湖南等地。该物种的模式产地在湖南张家界。